# Malu Vânăt, Prahova
Malu Vânăt (mai vechi, Teișani-Străini) este un sat în comuna Izvoarele din județul Prahova, Muntenia, România.
Așezarea este atestată documentar în 1789.